# Європейське корпоративне право
Європе́йське корпорати́вне пра́во — розділ acquis communautaire, що включає: (i) статті 43-48 Договору про заснування Європейських Співтовариств [Архівовано 14 лютого 2009 у Wayback Machine.] (Римський Договір), які стосуються свободи заснування (freedom of establishment), (ii) Директиви, ухвалені на підставі ст. 44(2)(g) Римського Договору інституціями Європейського Союзу, з метою захисту інтересів акціонерів (учасників) компаній і третіх осіб, (iii) ухвалені на підставі ст. 308 Римського Договору Регламенти, (iv) а також рішення Суду ЄС.

## Перша хвиля гармонізації
До кінця 1980-х років Рада Міністрів і Європарламент ухвалили 9 Директив з права компаній:
- Перша Директива (щодо захисту прав третіх осіб) № 68/151 «Про координацію захисних положень, які для забезпечення захисту інтересів учасників та третіх сторін вимагаються державами-членами від компаній відповідно до положень параграфу другого Статті 58 Договору для того, щоб досягти еквівалентності такого захисту у межах Співтовариства» [Архівовано 26 січня 2010 у Wayback Machine.] від 9 березня 1968 (Переклад[недоступне посилання з липня 2019] українською мовою)[1]

- Друга Директива (щодо заснування публічних акціонерних товариств і підтримання і зміни їх статутного капіталу) № 77/91 «Про координацію захисних положень, які для забезпечення захисту інтересів учасників та третіх сторін вимагаються державами-членами від компаній відповідно до положень параграфу другого Статті 58 Договору стосовно створення публічних компаній із обмеженою відповідальністю, їх діяльності та змін у їхньому капіталі для того, щоб досягти еквівалентності таких положень» [Архівовано 31 січня 2010 у Wayback Machine.] від 13 грудня 1976 р. (Переклад[недоступне посилання з травня 2019] українською мовою)[1]

- Третя Директива (щодо злиття публічних акціонерних товариств) № 78/855 «Про злиття публічних компаній із обмеженою відповідальністю» [Архівовано 26 січня 2010 у Wayback Machine.] від 9 жовтня 1978 р. (Переклад[недоступне посилання з липня 2019] українською мовою)[1]

- Четверта Директива (щодо звітності товариств) № 78/660 «Про річну звітність певних видів компаній» [Архівовано 14 грудня 2011 у Wayback Machine.] від 25 липня 1978 р. (Переклад[недоступне посилання з липня 2019] українською мовою)[1]

- Шоста Директива (щодо поділу публічних акціонерних товариств) № 82/891 «Про поділ публічних компаній із обмеженою відповідальністю» [Архівовано 14 лютого 2010 у Wayback Machine.] від 17 грудня 1982 р.; (Переклад[недоступне посилання з липня 2019] українською мовою)[1]

- Сьома Директива (щодо консолідованої звітності товариств) 83/349 «Про консолідовану звітність» [Архівовано 13 грудня 2011 у Wayback Machine.] від 13 червня 1983 р.; (Переклад[недоступне посилання з липня 2019] українською мовою)[1]

- Восьма Директива (щодо аудиту) 84/253 «Про призначення осіб, відповідальних за здійснення обов'язкового аудиту бухгалтерських документів»[недоступне посилання] від 10 квітня 1984 р.[2]

- Одинадцята Директива (щодо філій) № 89/666 «Про вимоги щодо розкриття інформації про філії, відкриті у державі-члені деякими видами компаній, створених відповідно до законодавства іншої держави»[недоступне посилання] від 21 грудня 1989 р. (Переклад[недоступне посилання з липня 2019] українською мовою)[1]

- Дванадцята Директива (щодо товариств з одним учасником) 89/667 «Про приватні компанії із обмеженою відповідальністю з одним учасником» [Архівовано 28 січня 2010 у Wayback Machine.] від 21 грудня 1989 р. (Переклад[недоступне посилання з липня 2019] українською мовою)[1]
- Деректива Європейського Парламенту та Ради Європейського Союзу 2017/1132 від 14.06.2017 р. "Про деякі аспекти корпоративного права (кодифікація)" [3]

Ще одним джерелом європейського права компаній, який припадає на цей період, є:
- Регламент Ради «Про європейське об'єднання з економічних інтересів»[недоступне посилання] від 25 липня 1985 р. (Переклад[недоступне посилання з липня 2019] українською мовою)[1]

## Друга хвиля гармонізації

### Невдачі проєктів П'ятої і Дев'ятої Директив
У 1990-х роках гармонізаційні зусилля Комісії зустрічали все більший опір з боку окремих держав-членів, оскільки вони стосувалисья найбільш дискусійних питань. Так і не були ухвалені проєкти П'ятої Директиви щодо корпоративного управління і Дев'ятої Директиви щодо груп товариств. Каменем спотикання при обговоренні проєкту П'ятої Директиви були питання участі найманих працівників в управлінні товариством і структури органів управління, зокрема, однорівневого органу (як у Великій Британії) або дворівневого органу (правління і наглядова рада, як у Німеччині). Провал із проєктом Дев'ятої Директиви був викликаний несприйняттям багатьма країнами німецької концепції окремого правового регулювання для вирішення питань міноритарних акціонерів і захисту інтересів кредиторів у правовідносинах за участю груп.

### Нові пріоритети гармонізації
Дефіцит політичного консенсусу серед держав-членів був не єдиною причиною опору гармонізації. Серед науковців і політиків все поширенішою становилась ідея про неприпустимість імперативного методу регулювання корпоративних відносин. Особливо це стосувалося тих питань, в яких сторони самі здатні врегулювати відносини між собою. Все впливовішою ставала думка, що законодавство мусить запропонувати регулювання лише на той випадок, коли сторони залишили якесь питання неврегульованим (default rules). Критика також стосувалася застарілого розуміння регуляторної функції корпаративного права як інструменту захисту кредиторів і учасників. Новий підход до корпоративного права полягав у створенні умов для ефективного ведення бізнесу з метою досягнення успіху. Відповіддю Комісії на цю критику став План Дій щодо реформи корпоративного права Основна ідея Плану Дій полягала в тому, щоби зосередити зусилля на транс-кордонних питаннях, тобто тих, в яких Європейські співтовариства відповідно до принципу субсидіарності мають перевагу перед окремими державами-членами. Так з'явились:
- Десята Директива (щодо транскордонних злиттів) № 2005/56 «Про транскордонні злиття компаній з обмеженою відповідальністю»[недоступне посилання] № 2005/56 від 25 жовтня 2005 р. (Переклад[недоступне посилання з липня 2019] українською мовою)[1]
- Директива про права акціонерів № 2007/36 «Про здійснення деяких прав акціонерів у товариствах, акції яких включені до біржових реєстрів» [Архівовано 2 травня 2009 у Wayback Machine.] від 11 липня 2007 р. (Переклад[недоступне посилання з липня 2019] українською мовою)[1]

Іншими важливими документами, приняття якого було обумовлено, з-поміж іншого, бажанням полегшити транскордонну діяльність товариств є:
- Регламент Ради № 2157/2001 «Про статут Європейської компанії (SE)»[недоступне посилання з квітня 2019] від 8 жовтня 2001 р. (Переклад[недоступне посилання з липня 2019] українською мовою)[1]
- Директива № 2001/86 від 8 жовтня 2001 р., яка доповнює Статут Європейської компанії стосовно участі працівників[недоступне посилання]. (Переклад[недоступне посилання з липня 2019] українською мовою)[1]

Докладніше про статут Європейської компанії — див. статтю англомовної вікіпедії European Company Statute. Станом на липень 2009 р. в Європі зареєстровано приблизно 400 Європейських компаній, багато з яких ще не почали діяльності і створені для подальшого перепродажу (т.зв. shelf companies). Найвідоміші приклади компаній, створених у цій формі, включають компанію з виробництва електронної техніки Elcoteq SE, будівельну компанію Strabag SE і страхову компанію Allianz SE
Прийняття цих документів збіглося із розумінням Комісією своєї нової ролі у гармонізаційних процесах. Комісія прийшла до висновку, що створення єдиного ринку капіталу є доцільнішою метою для її діяльності, ніж подальша гармонізація права компаній. Так 2000-ні роки побачили цілу низку європейського законодавства, що стосується цінних паперів. Порганичною можна вважати:
- Директиву № 2004/25 (щодо придбання значного пакету акцій) «Про пропозиції про поглинання» [Архівовано 23 серпня 2011 у Wayback Machine.] від 21 квітня 2004 р. (Переклад[недоступне посилання з липня 2019] українською мовою)[1] Ця Директива спочатку пропонувалась як 13-та директива з права компаній, але потім була затверджена без цієї категоризації.

## Найважливіші рішення Суду ЄС
Ключові для розвитку законодавства ЄС про компанії спори, розглянуті Судом ЄС, стосувались першопочаткового вибору юрисдикції для створення компанії і подальшого перенесення центрального органу управління компанії в іншу країну, яке, однак, не супроводжувалось перенесенням зареєстрованого місцезнаходження компанії.
- Case C-212/97 Centros Ltd v Erhvervs- og Selskabsstyrelsen [Архівовано 9 травня 2008 у Wayback Machine.][2] щодо намагання ухилитися від виконання вимог законодавства Данії про мінімальний розмір статутного фонду шляхом реєстрації компанії у Великій Британії, з подальшим веденням бізнесу у Данії від імені британської компанії;
- Inspire Art Case C-167/01 Kamer van Koophandel en Fabrieken voor Amsterdam v Inspire Art Ltd. [Архівовано 20 липня 2011 у Wayback Machine.].[2] Справа стосувалася деяких подальших аспектів тієї самої проблеми, що і в попередній справі, але місцем ведення бізнесу були Нідерланди;
- Case C-208/00 Überseering BV v Nordic Construction Company Baumanagement GmbH [Архівовано 20 липня 2011 у Wayback Machine.] [Архівовано 20 липня 2011 у Wayback Machine.][2] щодо перенесення компанією центрального органу управління із країни, в якій визнавалась теорія інкорпорації для визначення країни, закони якої застосовуються до компаній (в даному випадку — Нідерланди) до країни, в якій визнавалась теорія дійсного місцезнаходження (у цьому випадку — Німеччина).

Рішення Суду з усіх справ зводилась до того, що Суд відправив у минуле доктрину дійсного місцезнаходження компаній. Так, стаття 69 Регламенту про Статут Європейської компанії побудована з урахуванням рішень Суду і дозволяє компанії мати зареєстроване місцезнаходження в одній країні, а центральний орган управління — в іншій.

## Адаптація українського законодавства доacquis communautaireпро компанії
Юридичною основою для процесу адаптації українського права до права ЄС є стаття 51 Угода про партнерство і співробітництво між Україною і Європейськими Співтовариствами та їх державами-членами, яка декларує, що важливою умовою зміцнення економічних зв'язків між Україною і ЄС є наближення (approximation) законодавства України до acquis communautaire. Україна декларувала своє прагнення (endeavour) до поступового досягнення сумісності (compatibility) її законодавства із законодавством ЄС.
Юридична формула статті 51 Договору ЄС-Україна (т.зв. approximation clause) відтворена у багатьох договорах, які ЄС уклав у 1990-х і 2000-х роках майже із усіма країнами континенту, включаючи країни центральної і східної Європи, а також країни Балтії (т.зв. Europe Agreements), західних Балкан (Договори про Стабілізацію і Асоціацію) і країни — колишні республіки Радянського Союзу, за винятком Білорусі і Таджикистану. Загальна мета approximation clause полягає у заохоченні країни наблизити її законодавство до acquis communautaire виключено на добровільній основі.
Реальне наповнення прагнення до сумісності законодавств у різних країнах було різним. Україна почала з того, що суттєво змістила акценти при перекладі цієї норми українською. Просте порівняння офіційних перекладів тієї самої норми може багато сказати про інтенсивність «прагнення» різних країн. Це офіційний російський переклад:
«Россия стремится к постепенному достижению совместимости своего законодательства с законодательством Сообщества».
А це офіційний український переклад:
«Україна вживе заходів для забезпечення того, щоб її законодавство поступово було приведено у відповідність до законодавства Співтовариства».
«Прагнення» перетворились на обов'язок з вжиття заходів, а сумісність законодавств — на відповідність законодавства однієї країни законодавству інших країн. В українській юридичній літературі стандартну для міжнародного права декларацію про прагнення почали розглядати як міжнародний обов'язок України з адаптації її законодавства до acquis communautaire.
В 2003 р. на законодавчому рівні адаптація законодавства України до законодавства Європейського Союзу була визнана однією з пріоритетних цілей державної політики України.
Зусилля державного апарату в Україні з наближення права України до acquis направлені на:
- розробку проєктів змін до діючого законодавства з метою приведення його у відповідність до acquis
- моніторинг нормотворчої діяльності суб'єктів нормотворчої ініціативи і експертиза розроблених цими суб'єктами проєктів законів і інших нормативно-правових актів на предмет їх відповідності acquis
- переклад актів acquis українською мовою.

### Проєкти змін до діючого законодавства з права компаній
Щороку починаючи з прийняття Закону «Про загальнодержавну програму адаптації законодавства України до законодавства Європейського Союзу» (Програма) Кабінет Міністрів України схвалює план заходів щодо виконання Програми у відповідному році. Мета цих документів полягає у визначенні обсягу нормотворчої роботи, органу державної влади, відповідального за виконання цієї роботи, а також строку її виконання. Щорічні Плани заходів є по суті завданням міністерствам і відомствам на розробку проєктів відповідних законів (або змін до існуючих законів), мета яких — приведення законодавства України у відповідність до acquis.
Органами, відповідальними за право компаній, Кабмін послідовно протягом 2005–2009 років визначав: Мінюст, Державну комісію з цінних паперів та фондового ринку, Держкомпідприємництво, Мінекономіки і Мінфін. Послідовно протягом останніх п'яти років Кабінет Міністрів доручав їм розробити проєкт Закону «Про товариства з обмеженою відповідальністю» і протягом останніх трьох років — проєкт змін до законів України щодо транскордонної неплатоспроможності. На думку Кабінету Міністрів, інші акти законодавства України не потребують будь-яких змін з метою приведення законодавства України з права компаній у відповідність до acquis. Однак насправді навіть якщо ці два законопроєкти були вчасно розроблені міністерствами і ухвалені парламентом, вони не здатні були б наблизити українське право до законодавства ЄС з права компаній. Причина полягає в тому, що проєкти актів регулюють питання, які не є предметом регулювання acquis або не входять до пріоритетних сфер адаптації законодавства України до acquis
Основним актом українського законодавства, який дійсно належить за предметом правового регулювання до сфер, правовідносини в яких регулюються правом Європейського Союзу, є перш за все Закон «Про акціонерні товариства». Хоча цей закон потребує досить суттєвих змін з метою наближення його до acquis, він не потрапив до Плану заходів Кабінету Міністрів на 2009 рік.

### Моніторинг і експертиза проєктів нормативних актів з права компаній
Загальнодержавна програма адаптації законодавства України до законодавства Європейського Союзу передбачає, що проєкти законів і інших нормативних актів, які за предметом правового регулювання належать до сфер, правовідносини в яких регулюються правом Європейського Союзу, підлягають обов'язковій експертизі на відповідність acquis communautaire. Знадобилось три з половиною роки для повної імплементації цього положення Закону на рівні Кабінету Міністрів і міністерств. Регламент Кабінету Міністрів було доповнено в жовтні 2004 р., механізм набрання чинності нормативно-правовими актами міністерств було приведено у відповідність із Законом лише у серпні 2007 р.
Ініціатор законопроєкту, розробник проєкту акту Кабінету Міністрів або міністерства зобов'язаний визначити відповідні джерела acquis communautaire і врахувати їх у проєкті документу. Будь-яке відхилення повинно бути обґрунтовано щодо необхідності його прийняття. Положення нормативного акту, який суперечить acquis communautaire, може бути включено до такого акту лише на чітко визначений у самому акті строк. Міністерство юстиції (а точніше — підпорядкований міністерству Державний департамент з питань адаптації законодавства) здійснює правову експертизу щодо відповідності проєкту акту acquis communautaire.
Відповідно до статистичних даних Державного департаменту з питань адаптації законодавства, в рамках цієї процедури Міністерством юстиції протягом 2008 року було надано 700 експертних висновків щодо відповідності acquis communautaire проєктів законів України та інших нормативно-правових актів, з них 68 висновків про невідповідність acquis communautaire. Із 156 прийнятих у 2008 році законів у Верховній Раді 22 закони за предметом правового регулювання належать до сфер, правовідносини в яких регулюються правом Європейського Союзу. З них на експертизу до Міністерства юстиції надійшло 11 проєктів стосовно яких підготовлено висновки про відповідність acquis communautaire.
Протягом 2008 р. Мінюст здійснив експертизи відповідності acquis communautaire 35 нормативно-правових актів, які відносяться до сфери регулювання права компаній, з них:
- 23 акти — не входять до сфери регулювання Європейського права, тому що відповідні питання регулюються в країнах ЄС на рівні внутрішнього законодавства держав-членів;
- 11 актів — стосуються права на здійснення підприємницької діяльності, гарантованого Договором про заснування Європейського Співтовариства і висновок Мінюсту щодо цих актів зводився до констатації того, що запропоновані заходи регулювання (наприклад, ліцензування або патентування деяких видів господарської діяльності) не виходять за межі допустимих обмежень свободи підприємницької діяльності, які передбачені Договором.
- 1 акт визнаний таким, що суперечить acquis communautaire. Цим актом є законопроєкт, розроблений Пенсійним фондом України, який передбачав, «що юридична особа, створена з використанням майна фізичних та/або юридичних осіб, які мають заборгованість перед бюджетами є правонаступником щодо погашення нею боргів таких осіб, пропорційно переданому майну».[22] Пенсійний фонд здійснив спробу врегулювати проблему правочинів, щодо яких є заінтересованість, з метою захисту інтересів однієї групи кредиторів юридичних осіб — фіскальних органів. Мінюст встановив, що законопроєкт суперечить принципу юридичної визначеності, оскільки він не визначає «механізму встановлення заборгованості», а також суперечить «самому принципу створення товариств». Згідно з Мінюстом, цей принцип полягає в тому, що товариства «є відокремленими особами та мають окрему цивільну правосуб'єктність». Мінюст не послався, однак, на норму acquis communautaire, яка визнає цей принцип.

Рішення Суду ЄС використовувались лише в одному експертному висновку, Директиви і Регламенти ЄС — в двох висновках.
На жаль, один з найважливіших для корпоративного права України законів, що був ухвалений у 2008 р. і який регулює відносини, що входять до сфери регулювання майже усіх Директив ЄС з права компаній, — Закон «Про акціонерні товариства» — експертизу Міністерства юстиції не пройшов.
Офіційна статистика за наслідками ухвалення проєкту акту в Україні не ведеться. Департамент лише зазначає з цього приводу, що остаточна редакція прийнятого акту «може досить істотно різнитися від оцінки, зробленої на стадії розробки проєкту нормативно-правового акту».

### Переклад актів acquis communautaire з права компаній українською
За даними Державного департаменту з питань адаптації законодавства, станом на 1 січня 2009 р. із загального обсягу актів acquis communautaire, що становить понад 100 тис. сторінок, впродовж 2005–2008 близько 50 тис. сторінок вже перекладено. Зокрема у 2008 році перекладено 480 актів acquis communautaire загальним обсягом 11 349 сторінок. Законодавство ЄС про компанії майже повністю перекладено українською мовою, за винятком однієї Директиви і рішень Суду ЄС.
У літературі визнається, що якість перекладів залишається дуже низькою. В таблиці нижче наводяться англійська версія стаття 8 Першої Директиви з права компаній і її офіційний переклад українською. Зміст цієї статті полягає у захисті інтересів третіх осіб, які вступають у відносини із компанію в особі її органів управління. З моменту коли компанія розкрила інформацію про призначення відповідних осіб до органів управління, ця інформація вважається достовірною і будь-яка третя особа може покладатися на неї. Якщо потім з'ясується, що особи були призначені з порушенням (irregularity in their appointment), це не може бути використано проти третьої особи (shall constitute a bar in being relied upon as against third parties). Винятки становлять випадки, коли компанія доведе, що третя особа знала про порушення.
| Текст англійською мовою | Переклад |
| --- | --- |
| Completion of the formalities of disclosure of the particulars concerning the persons who, as an organ of the company, are authorised to represent it shall constitute a bar to any irregularity in their appointment being relied upon as against third parties unless the company proves that such third parties had knowledge thereof. | Завершення процедур розкриття відомостей про осіб, які, діючи як орган товариства, уповноважені представляти його інтереси, становить перепону для використання проти них третіми сторонами будь-яких порушень, які мали місце при призначенні таких осіб, якщо товариство не доведе, що треті сторони знали про такі порушення. |

В офіційному перекладі ця стаття перетворилась на її протилежність: після розкриття інформації про призначення посадових осіб треті особи не можуть використовувати проти таких посадових осіб будь-які порушення, які мали місце при їх призначенні. Тобто переклад надає захист не третім особам, а посадовим особам компаній — проти вимог третіх осіб.
У 2005 р. О.Рунак провів дослідження порядку фінансування робіт з перекладу acquis communautaire, в результаті якого він дійшов висновку про надзвичайно високу — або навіть неможливу — інтенсивність перекладацької праці, але фактично поставив під сумнів прозорість розподілу бюджетних коштів, призначених для перекладу, і професійність перекладачів. Автор дослідження зробив припущення, що переклад однієї сторінки законодавства ЄС коштує суму, в яку оцінюють переклад однієї сторінки «дорогі приватні юридичні фірми», а саме — 100 грн. (за цінами 2005 р. — приблизно 20 доларів США). Виходячи з цього припущення і використовуючи офіційні дані Департаменту адаптації законодавства щодо публічних конкурсів на закупівлю послуг з перекладу, автор дійшов до висновку, що «кожен перекладач, працюючи в будні, свята та вихідні має перекладати більш як 30 сторінок на день». Для порівняння, переклад Першої і Другої Директив з права компаній як раз займає трохи більше 30 сторінок. Публікація п-на Рунака мала резонанс. Керівництво Державного департаменту адаптації законодавства підготувало публічну відповідь з дещо недоречною назвою «Караван йде, собаки лають…», однак відповідь не містила коментарів або спростувань щодо розрахунків О.Рунака.

### Право компаній: Порівняльно-правове дослідження
Офіційна позиція України щодо стану адаптації українського корпоративного законодавства до законодавства ЄС висловлена у підготовленому Державним департаментом з питань адаптації законодавства Порівняльно-правовому дослідженні відповідності законодавства України acquis communautaire Європейського Союзу, 2009 р.. Дослідження охоплює 8 Директив і 3 регламенти, але не включає 5 Директив, які за європейською класифікацією відносяться до права компаній, зокрема:
- Четверту (річна звітність), Сьому (консолідована звітність) і Восьму (аудит). Ці Директиви в Україні віднесені до права бухгалтерського обліку
- Десяту (транскордонні злиття) і
- Директиву про права акціонерів компаній, акції яких включені до біржових реєстрів.

Натомість Дослідження Департаменту включає одну із трьох Директив, які гармонізують вимоги щодо допуску цінних паперів до обігу на біржах, зокрема:
- Директиву про розкриття інформації № 2004/109 Про гармонізацію вимог щодо прозорості інформації про емітентів, чиї цінні папери допущені до продажу на врегульованому ринку і яка вносить зміни до Директиви 2001/34/ЄС [Архівовано 7 березня 2022 у Wayback Machine.] від 15 грудня 2004 р. (Переклад[недоступне посилання з липня 2019] українською мовою)[1]

Дослідження опубліковано у важливий для розвитку корпоративного права України рік — рік набуття чинності Законом «Про акціонерні товариства». Закон стосується відносин у сферах, врегульованих більшістю Директив з права компаній ЄС. З огляду на те, що саме на Департамент законодавством покладений обов'язок здійснення експертизи проєктів законів на предмет їх відповідності acquis communautaire, закономірним було б очікувати від підготовленого Департаментом Дослідження відповіді на питання, в якій мірі Закон відповідає законодавству ЄС з права компаній. Тим більше, що Закон було ухвалено в вересні 2008 року, а його проєкт було оприлюднено ще у 2003 році. Дослідження, однак, не виправдовує цих очікувань.
Дослідження навіть не має єдиного підходу до статусу ухваленого Верховною Радою у 2008 році Закону «Про акціонерні товариства»: в деяких контекстах Дослідження згадує Закон як такий, що не набрав чинності, в інших випадках Дослідження оперує проєктом Закону станом на 2003 р. В більшості же випадків Дослідження взагалі ігнорує положення як проєкту Закону, так і самого Закону. Наприклад, всупереч Другої Директиви Закон «Про акціонерні товариства» не передбачає переважного права акціонерів публічних товариств на придбання акцій під час публічного розміщення. Не зважаючи на це, Дослідження стверджує, що «українське законодавство відповідає в цій частині Директивам ЄС».